# NGC 965
NGC 965 је спирална галаксија у сазвежђу Кит која се налази на NGC листи објеката дубоког неба. Открио ју је амерички астроном Ормонд Стоун 1886. године.
Совјетски/руски астрофизичар Воронцов-Вельяминов Б. и Архипова В. П. су у каталогу "Морфологический каталог галактик" записали да NGC 965 делује као да се ради у ствари о две галаксије које су у контакту и чија структура је веома измењена због тога.
Деклинација објекта је - 18° 38' 25" а ректасцензија 2h 32m 25,1s. Привидна величина (магнитуда) објекта NGC 965 износи 14,2 а фотографска магнитуда 14,9. NGC 965 је још познат и под ознакама ESO 545-32, MCG -3-7-31, PGC 9666.